# Каннеллони
Каннелло́ни (итал. cannelloni, от canno — букв. «трубка», «тростник») — это итальянское макаронное изделие (макароны) в виде трубочек диаметром примерно 2-3 см и длиной около 10 см. Маникотти (итал. manicotti — букв. «муфточки», «рукава») — это американская версия каннеллони, хотя этот термин часто может относиться к самому запеченному блюду. Ранние упоминания о macheroni ripieni («макароны с начинкой») восходят к 1770 году, но слово cannelloni, похоже, появилось на рубеже XX века.
Готовят каннеллони следующим образом: заполняют начинкой из сыра, шпината, мяса и пр., укладывают трубочки в ёмкость, заливают соусом (чаще всего используют классический томатный или соус бешамель) и запекают в духовке до готовности.
Традиционно употребляются в День Святого Стефана.